# CDコバドンガ
クルブ・デポルティーボ・コバドンガ（Club Deportivo Covadonga）は、スペイン・アストゥリアス州オビエドに本拠地を置くサッカークラブ。2023-24シーズンはセグンダ・フェデラシオンに所属している。

## タイトル

### 国内タイトル
- アストゥリア州リーグ : 1回 (2010-11)
- アストゥリア地域1部リーグ : 1回 (1995-96)
- アストゥリア地域2部リーグ : 2回 (1981-82, 1987-88)

### 国際タイトル
- なし

## 歴代所属選手
- ハビエル・マルトン 2020-2021

## 歴代監督
- ホセ・アルベルト・ロペス 2013-2014